# كاميرات زوركي الروسية

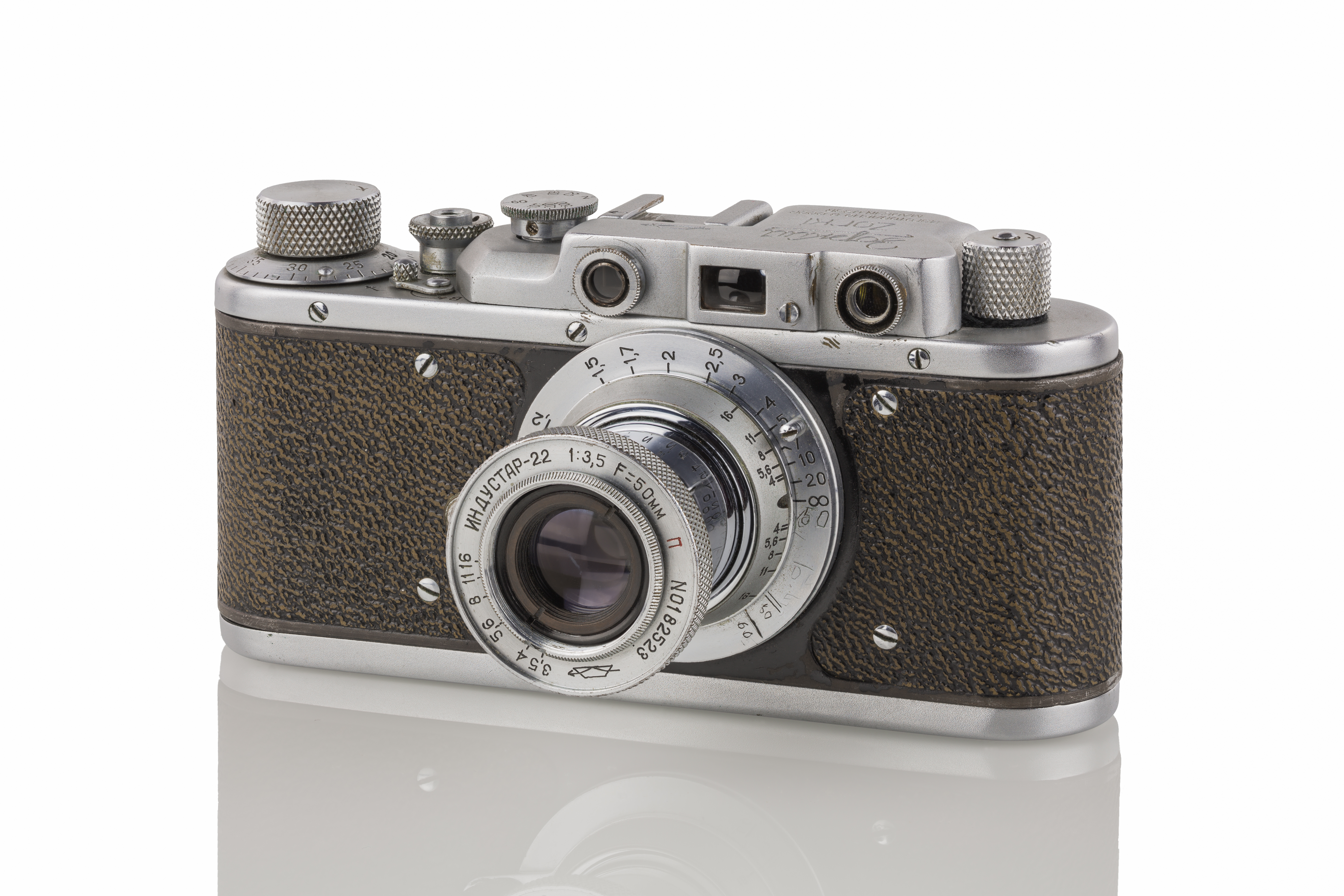
كاميرا زوركي اصدار 1D عام: 1955 (الرقم التسلسلي 5500025)

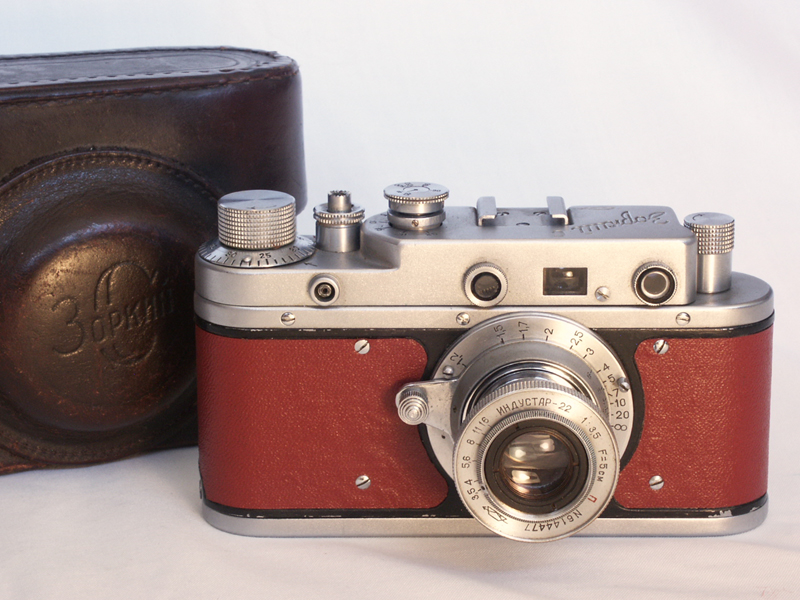
كاميرا زوركي اصدار Sعام: 1955

كاميرا زوركي (بالروسية: زوركي تعني حادة البصر) هو اسم سلسلة من الكاميرات ذات المدى مقاس 35 ملم التي تم تصنيعها في الاتحاد السوفيتي بين عامي 1948 و 1978.

## نبذة
كاميرات زوركي كانت منتجًا لمصنع كراسنوغورسك الميكانيكي (KMZ)، الذي أنتج أيضًا كاميرا زينيت وهي كاميرا عاكسة مفردة العدسة (SLR) اذ تعد كاميرات زوركي الأولى نسخًا رخيصة الثمن من لايكا 2 مثل FED ولكن الاصدارات اللاحقة تختلف اختلافًا كبيرًا عن كاميرات لايكا. عند استخدام معظم كاميرات زوركي، يجب ضبط سرعة الغالق فقط بعد وضعه ويمكن أن يؤدي ضبط سرعة الغالق قبل وضعه إلى إتلاف الكاميرا بشكل دائم وهذا يؤثر بشكل خاص على جميع كاميرات زوركي ذات العدسات البطيئة التي تقل عن 1/30 من الثانية، ولا سيما زوركي الإصدار 3 وزوركي الإصدار 4.

## الموديلات

### كامبرا زوركي الإصدار الأول وزوركي إصدار رقم 2

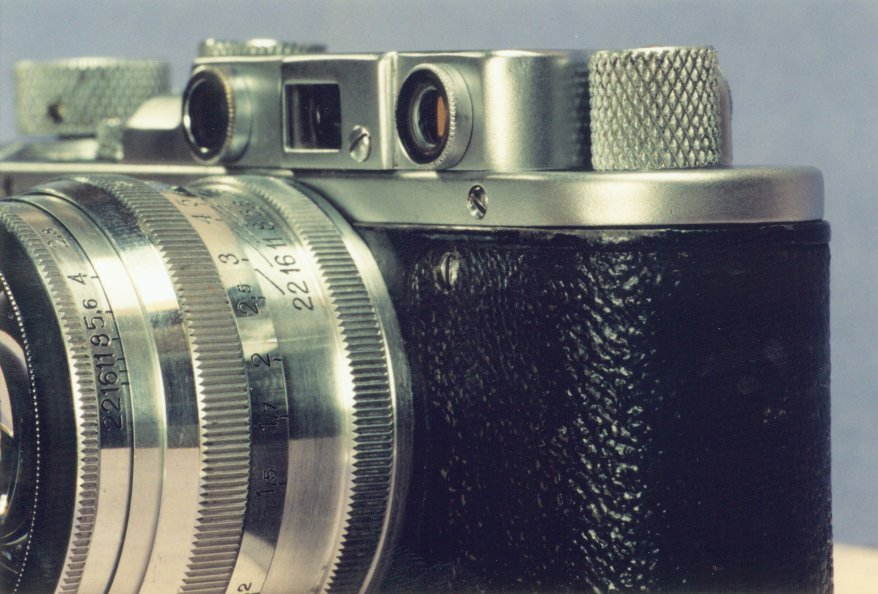
كاميرا زوركي مع عدسة Jupiter-8.

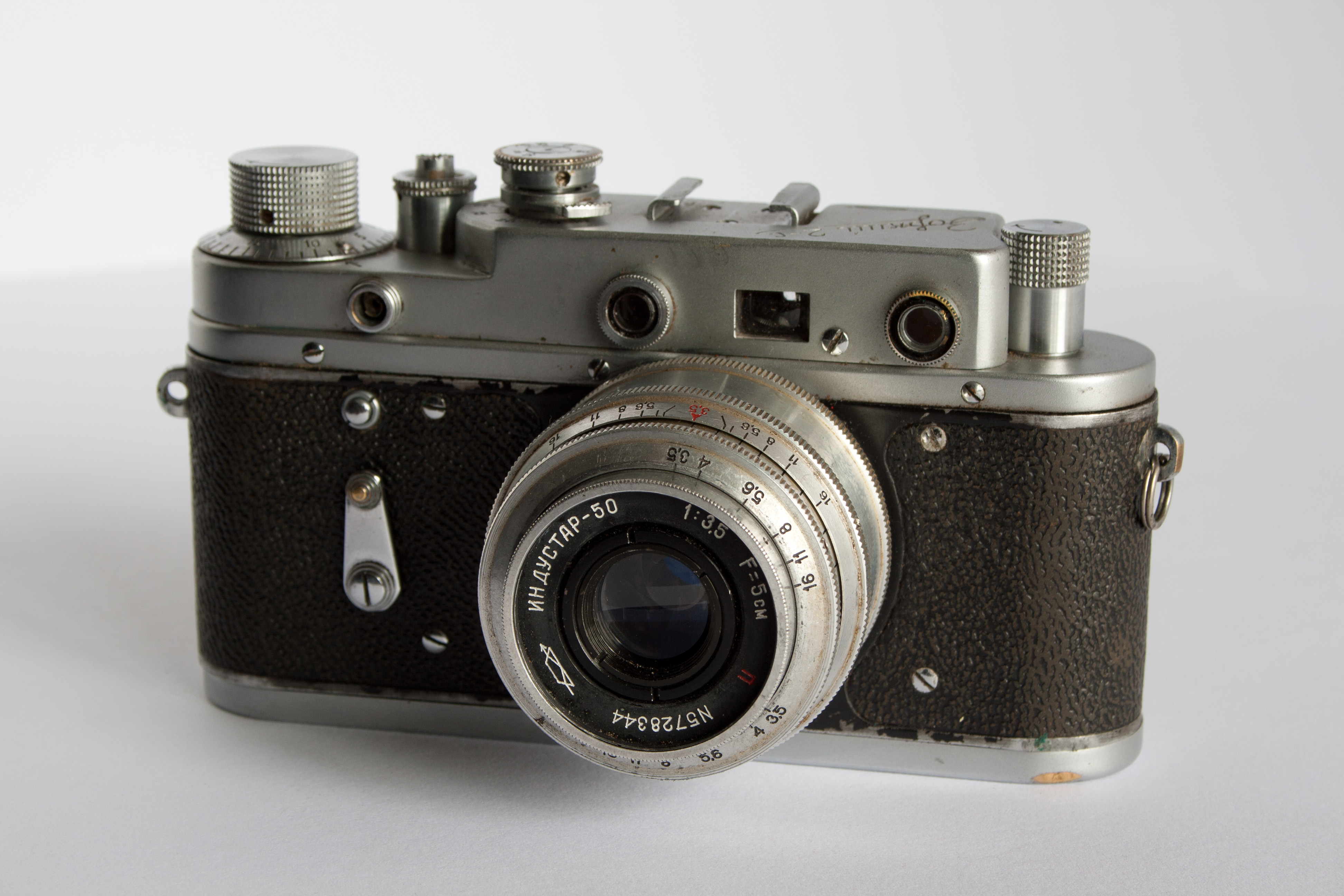
كاميرا زوركي 2-S مع عدسة Industar-50

أول كاميرا زوركي (أطلق عليها البعض «زوركي 1» للتوضيح، على الرغم من أنه لم يكن له رقم في الاسم) وهي نسخة طبق الأصل من كاشف المدى لايكا 2 لعام 1932. ظهرت عدسة 50mm f / 3.5 Industar-22، وهي عدسة قابلة للطي تبدو مثل لايتز المار (Leitz Elmar) ولكنها في الواقع نسخة من زايس تيسار (Zeiss Tessar) وكانت «زوركي» أول كاميرا 35 ملم من قبل KMZ وكاميرا زوركي إصدار S هي أول كاميرا اضافت ميزة تزامن الفلاش في عام 1955.
كاميرا زوركي الإصدار الثاني (1954) شبيهه لكاميرة زوركي الإصدار الأول ولكنها تتميز بآلية إرجاع محدثة، ومؤقت ذاتي وحمالة. هناك نسخة فلاش لاحقة تسمى زوركي 2S .

### كاميرا زوركي الإصدار رقم 3
تم تقديم كاميرا زوركي 3 في عام 1951، وهي مشابهه إلى حد ما لكاميرا لايكا الإصدار الثالث. وتقدم عدداً من التحسينات على زوركي الأصلية، بما في ذلك كاشف رؤية مشترك كبير مدمج مع مسكشف المدى وظهر مع ميزة قابل للإزالة، وعدسة أكبر وأسرع من Jupiter-8(نسخة Zeiss Sonnar). كما انه يضيف آلية جديدة لسرعات الغالق البطيئة مع قرص محدد منفصل في مقدمة الكاميرا اذ كانت هذه الآلية غير موثوق بها، لذا فإن زوركي إصدار 3M المحسّن لعام 1954 (أُنتج أيضًا في عام 1955) يجمع بين جميع سرعات الغالق في قرص واحد وقد تم طرح كاميرا زوركي إصدار 3S في عام 1955 وهي زوركي 3M مع ميزة تزامن الفلاش.

### كاميرا زوركي الإصدار رقم 4
كاميرا زوركي 4، أنتجت عام 1956، وهي زوركي إصدار 3S مع إضافة المؤقت الذاتي وتعد زوركي 4K متطابقة ولكنها تستخدم رافعة متقدمة بدلا من المقبض القديم ومع إنتاج أكثر من 2 مليون وحدة، تعتبر كاميرا زوركي رقم 4 هي أنجح كاميرات زوركي، كما أنه معروفة كواحدة من أفضل الكاميرات الروسية، على الرغم من أن المؤقت الذاتي وسرعة الغالق البطيئة لا يمكن الاعتماد عليها وتعد كاميرا مير زوركي لعام 1959 نسخة من زوركي 4 ولكن بأقل تكلفة مع سرعات الغالق البطيئة.

### كاميرا زوركي 35 م
ان كاميرا زوركي-35M ذات الإطار الكامل بمقاس 35 ملم المقترنة بمحدّد المدى هي من مشروع نفذه المصمم وفي اواخر الستينات من القرن الماضي قام مارينكوف بتصميم كاميرا «التوقيع» كما قام بتصميم كاميرا زوركي 3M و Zenit 3M وهو يعتمد على هيكل Zenit E وبعض ميزات التصميم المتقدمة لكاميرا زينت الإصدار D ، ولكنه يعد أداة تحديد المدى بدلاً من كاميرا SLR وتتميز بإطارات ذات خطوط ساطعة في محدد المنظر لعدسات 50 مم و 85 مم، مع المجال الكامل لمعين المنظر المطابق لعدسة 35 مم. تشمل التطورات الأخرى تعويض المنظر التلقائي، والسرعات من 1 إلى 1/1000 ثانية. وتصميم جسم حديث وربما كانت محاولة لعمل بديل محدث لـ Zorki 4 المتقادم في ذلك الوقت ومن المعروف وجود ما لا يقل عن نموذجين أوليين مصنوعين يدويًا لهذه الكاميرا، وأدرجتها أرشيفات KMZ على أنها «مشروع»، لكنها لم تدخل حيز الإنتاج أبدًا.

### كاميرا زوركي الإصدار الخامس والسادس

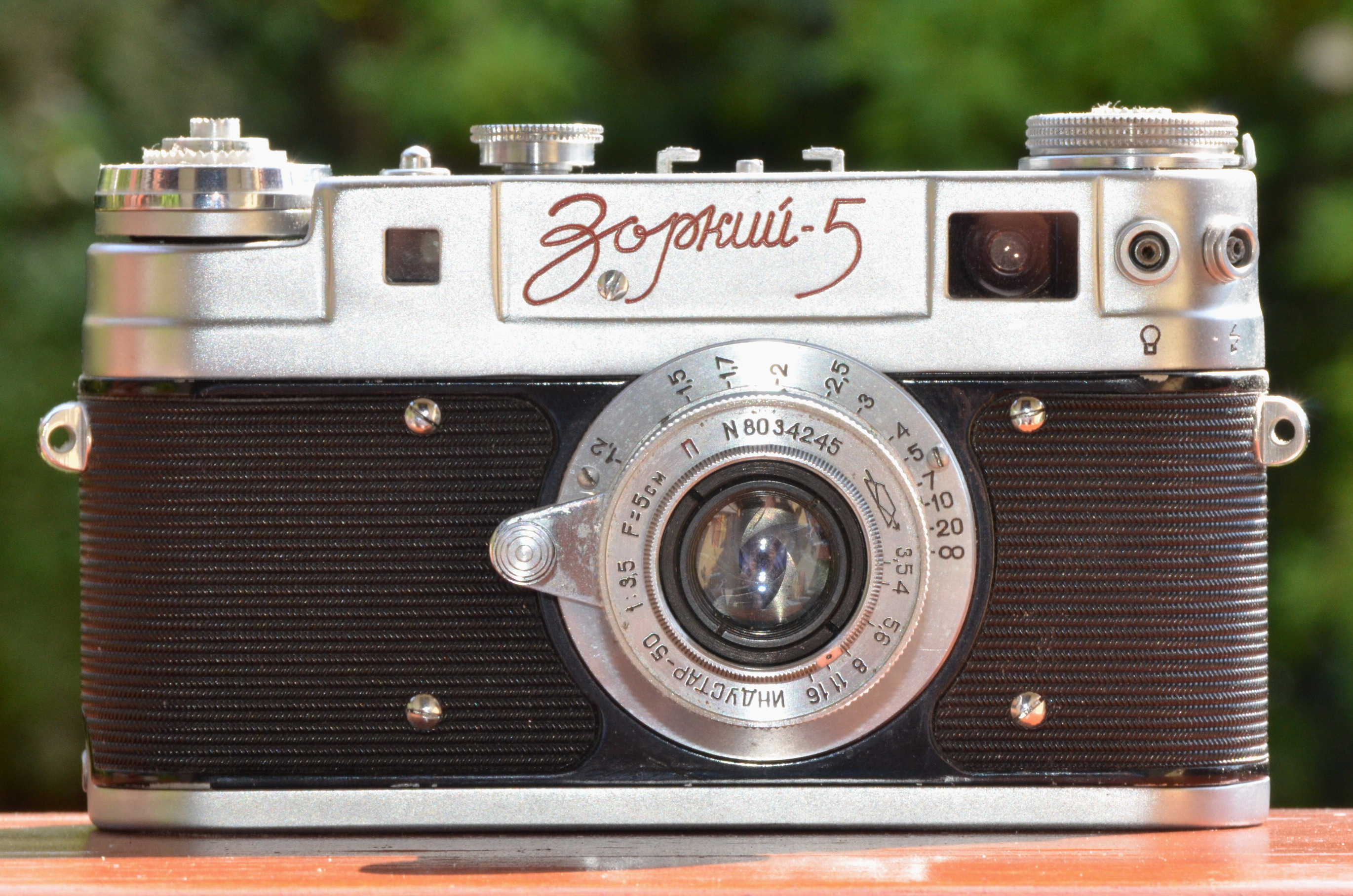
كاميرا زوركي رقم 5 مع عدسة Industar-50 1: 3،5 F = 5 سم

كاميرا زوركي رقم 5 هي نموذج محدث مشابه لكاميرا FED 2 وهناك إصداران مختلفان، الأول في عام (1958) به عدسة Industar-22 والثاني في عام (1959) به Industar-50. مثل ليكاس في وقت مبكر، يتم تحميل كاميرا زوركي رقم 5 بالفيلم عن طريق إزالة اللوحة السفلية اذ إن زوركي رقم 6 مطابقة للإصدار الأحدث زوركي 5 ولكن مع غطاء قابل للإزالة لسهولة التحميل.

### كاميرات زوركي رقم 10/11/12
ان كاميرا زوركي الإصدار 10 عبارة عن كاميرا حديثة لتحديد المدى مقاس 35 مم مزودة بمقياس ضوء السيلينيوم وتعريض ضوئي تلقائي ذي أولوية مصراع وتم تقديمه في عام 1964 اذ تعد كاميرا زوركي رقم الإصدار 11 نموذجًا أرخص بدون أداة تحديد المدى وكاميرا زوركي الإصدار 12 تعتبر هي البديل باستخدام خراطيش أفلام Agfa's Rapid وجميع المتغيرات الثلاثة لها عدسات ثابتة (غير قابلة للتبديل).
و كاميرا زوركي الإصدار 10 عبارة عن كاميرا ذات عدسة ثابتة مقترنة بمحدّد المدى مع مقياس ضوئي مدمج وتحيط خلايا متر السيلينيوم بالعدسة وكانت هذه أول كاميرا أوتوماتيكية بالكامل تم إنتاجها في الاتحاد السوفييتي السابق، وكذلك أول كاميرا تستخدم علامات ASA / DIN بدلاً من أرقام GOST السوفيتية ومع ذلك كانت أرقام ASA هذه لا تزال غير مجدية في الغالب لأنها لم تتطابق مع أي سرعات فيلم معروفة (يبدو أن بعض كاميرات زوركي الإصدار 10 تحتوي على أرقام GOST بدلاً من ASA ، كما هو موضح في دليل الكاميرا البولندي). ان تحرير الغالق عبارة عن رافعة صغيرة تبرز من الجانب الأيمن للعدسة وتتوفر سرعات الغالق من 1/30 ثانية إلى 1/500 ثانية في الوضع التلقائي اذ يوفر أيضًا إعداد B (لمبة)، على الرغم من عدم وجود طريقة لتوصيل تحرير الكابل ويمكن ضبط الفتحات من 2.8 إلى 22 مع سرعة غالق ثابتة تبلغ 1/30 ثانية في الوضع اليدوي، المخصص للاستخدام مع الفلاش الإلكتروني ومزامنة الفلاش ممكنة بجميع سرعات الغالق من خلال طرف جهاز الكمبيوتر ويتوفر منفذ ملحق لكنه لا يتزامن مع الفلاش.
كاميرا زوركي الإصدار 11 شبيهة جداً لكاميرا زوركي الإصدار 10 ولكنها بدون آلية محدد المدى المقترنة ولكن مع وجود رموز مسافة مرئية في معين المنظر.
المواصفات الفنية:
نوع الفيلم: 135. حجم الإطار: 24x36 ملم. تكبير عدسة الكاميرا: 0.65x. قاعدة محدد المدى: 38 عدسة مم: Industar 63، 45 مم f / 2.8 (أربعة عناصر من نوع Tessar). زاوية الرؤية: 51.3 درجة دقيقة. مسافة التركيز: 1.5 متر. ألمصراع: ورقة يتم التحكم بها إلكترونيًا في الوضع التلقائي، 1/30 ثانية أو B في الوضع اليدوي.
قياس التعريض: خارجي بمقياس سيلينيوم. نطاق سرعة الغالق: 1/30 ثانية - 1/500 ثانية. نطاق فتحة العدسة: 2.8 - 22. نطاق التعريض التلقائي: 8 - 18 EV. نطاق التعريض اليدوي: 8 - 14 EV. نطاق سرعة الفيلم: 20 - 320 ASA (14-26 DIN ، 16-250 GOST). مزامنة الفلاش: 1/30 ثانية فيلم مقدم: مؤقت ذاتي يدوي: ميكانيكي، تأخير 8-15 ثانية خيط الفلتر: M52.5 x 0.75 ترايبود ترايبود: 1/4 «أو 3 / 8»(حسب فترة التصنيع) الأبعاد: 129 × 77 × 76 ملم الوزن: 750 جرام

## قائمة من كاميرات زوركي الروسية
- زوركي (1948-1956)
- زوركي 3 (1951–1954)
- زوركي 2 (1954–1956)
- Zorki 3M (1954-1955)
- زوركي إس (1955-1958)
- Zorki 2S (1955–1960)
- Zorki 3S (1955–1956)
- زوركي 4 (1956-1973)
- Zorki 35M (النموذج الأولي فقط، حوالي 1969)
- زوركي 5 (1958-1959)
- زوركي مير (1959-1961)
- زوركي 6 (1959-1966)
- زوركي 10 (1964)
- زوركي 11 (1964)
- زوركي 12 (1967)
- Zorki 4K (1972–1978)

## روابط خارجية
- Zorki Survival Site by Jay Javier
- Overview of different types of Zorki cameras by Sovietcams
- Zorki 3 by luis triguez